# Acritosoma elongatum
Acritosoma elongatum là một loài bọ cánh cứng trong họ Endomychidae. Loài này được Pakaluk & Slipinski miêu tả khoa học năm 1995.